# Delhi Open 2014
Il Delhi Open 2014, noto come ONGC-GAIL Delhi Open 2014 per motivi di sponsorizzazione, è stato un torneo di tennis professionistico facente parte della categoria ATP Challenger Tour maschile, nell'ambito dell'ATP Challenger Tour 2014, e dell'ITF Women's Circuit femminile, nell'ambito dell'ITF Women's Circuit 2014. È stata la 1ª edizione del torneo e si è giocato dal 17 al 23 febbraio 2014 su campi in cemento a Nuova Delhi, in India.

## Partecipanti singolare ATP

### Teste di serie
| Nazionalità | Giocatore            | Ranking* | Testa di serie |
| ----------- | -------------------- | -------- | -------------- |
| Kazakistan  | Oleksandr Nedovjesov | 93       | 1              |
| India       | Somdev Devvarman     | 100      | 2              |
| Germania    | Peter Gojowczyk      | 104      | 3              |
| Russia      | Evgenij Donskoj      | 127      | 4              |
| Giappone    | Gō Soeda             | 143      | 5              |
| India       | Yuki Bhambri         | 145      | 6              |
| Slovenia    | Blaž Rola            | 154      | 7              |
| Ucraina     | Illja Marčenko       | 158      | 8              |

- Ranking al 3 febbraio 2014.

### Altri partecipanti
Giocatori che hanno ricevuto una wild card:
- Saketh Myneni
- Karunuday Singh
- Ramkumar Ramanathan
- Sanam Singh

Giocatori che sono passati dalle qualificazioni:
- Axel Michon
- Daniel Cox
- Rui Machado
- Chen Ti

Giocatori che hanno ricevuto un entry come special exempt:
- Ilija Bozoljac

## Vincitori

### Singolare maschile
Somdev Devvarman ha battuto in finale  Oleksandr Nedovjesov con il punteggio di 6–3, 6–1

### Doppio maschile
Saketh Myneni /  Sanam Singh hanno battuto in finale  Sanchai Ratiwatana /  Sonchat Ratiwatana con il punteggio di 7–6(7–5), 6–4

### Singolare femminile
Wang Qiang ha battuto in finale  Julija Bejhel'zymer con il punteggio di 6–1, 6–3

### Doppio femminile
- Nicha Lertpitaksinchai /  Peangtarn Plipuech hanno battuto in finale  Erika Sema /  Yurika Sema con il punteggio di 7–6(5), 6–3